# Юноша ІІІ
Юноша ІІІ (пол. Junosza III) — шляхетський герб, різновид герба Юноша.

## Опис герба
Юліуш Кароль Островський виділяє три варіанти цього герба, що відрізняються дрібними деталями. Описи, що використовують принципи блазонування, запропоновані Альфредом Знаміровським:
Юноша III (Junosza IIIa): У червоному полі, із зеленою травою або без неї, срібний баран. Клейнод: над шоломом з короною, наполовину баран, встановлений як у щиті. Червоний намет підбитий сріблом.
Юноша IIIb: Овен підняв праву ногу (іде).
Юноша IIIc: Овен здиблений, дерну немає.

## Найдавніші згадки
Герб, згаданий у Nowego Зібмахером (варіант ІІІ), Островським (Księga herbowa rodów polskich, варіант III, IIIb, IIIc) та Горжинським (Herby szlachty polskiej, варіант III).

## Геральдичний рід
За словами Тадеуша Гайла, дві герб вживають дві родини: Клінські (Kliński) і Раджатковські (Radziątkowski). Пржемислав Прагерт За Зібмахером, додає ще Бояновських (Bojanowski) із Пруссії і приходить до висновку, що герб також могли б використовувати Бояновщі (Bojanowscy) з Кашубщини.